# タンデムマス・スクリーニング法
タンデムマス・スクリーニング法とは、タンデム型質量分析計を利用した新しい新生児マススクリーニングのこと。

## 概要
従来法の新生児マススクリーニングはガラクトース血症、フェニルケトン尿症、メープルシロップ尿症（楓糖尿症）、ホモシスチン尿症、先天性甲状腺機能低下症（クレチン症）、先天性副腎皮質過形成の6疾患であったが、タンデムマスを導入することによりより多くの疾患のマススクリーニングが可能となる。2011年3月に「これまでの研究成果をもとに各自治体においてはタンデムマス法を用いた新生児マススクリーニングの導入を積極的に検討するようお願いする」という厚生労働省母子保健通達が出ているが、運用やどの疾患を選ぶかは各自治体に任せられており、一例として神奈川県では2011年10月よりいままでの6疾患にタンデムマスによる13疾患を加えた19疾患のマススクリーニングを行っている。

## 厚生労働省が有用と考えるタンデムマス[4]
- アミノ酸代謝異常
  - フェニルケトン尿症
  - メープルシロップ尿症（楓糖尿症）
  - ホモシスチン尿症
  - シトルリン血症1型
  - アルギニノコハク酸尿症
- 有機酸代謝異常
  - メチルマロン酸血症
  - プロピオン酸血症
  - イソ吉草酸血症
  - メチルクロトニルグリシン尿症
  - ヒドロキシメチルグルタル酸血症（HMG血症）
  - 複合カルボキシラーゼ欠損症
  - グルタル酸血症1型
- 脂肪酸代謝異常
  - 中鎖アシルCoA脱水素酵素欠損症（MCAD欠損症）
  - 極長鎖アシルCoA脱水素酵素欠損症（VLCAD欠損症）
  - 三頭酵素/長鎖3-ヒドロキシアシルCoA脱水素酵素欠損症（TFP/LCHAD欠損症）
  - カルニチンパルミトイルトランスフェラーゼ-1欠損症